# Juan Fernández (cestista)
Juan Manuel Fernández, detto Lobito (Río Tercero, 22 luglio 1990), è un cestista argentino con cittadinanza italiana, di ruolo playmaker.

## Carriera
Con l'Argentina ha disputato i Campionati americani del 2013.

## Palmarès
- Campionato italiano dilettanti: 2

Brescia: 2015-16
Trieste: 2017-18
- Supercoppa LNP: 1

Trieste: 2017